# Ceratopogon claripennis
Ceratopogon claripennis är en tvåvingeart som först beskrevs av Lynch Arribalzaga 1893.  Ceratopogon claripennis ingår i släktet Ceratopogon och familjen svidknott. Inga underarter finns listade i Catalogue of Life.